# Свети Никола (Кратово)
Вижте пояснителната страница за други значения на Свети Никола.
„Свети Николай Мирликийски Чудотворец“ или „Свети Никола“ (на македонска литературна норма: „Свети Никола“) е възрожденска православна църква в град Кратово, Република Македония. Църквата е част от Кратовското архиерейско наместничество на Кумановско-Осоговската епархия на Македонската православна църква – Охридска архиепископия.

## История
Църквата се намира в източната част на Царина махала и е смятана за най-стара в града. Храмът е бил катедра на кратовските епископи. За това свидетелства една приписка от 1666 г. в евангелие, подарено църквата. Храмът е многократно събарян и наново изграждан. Последното му разрушаване е в 1822 година. Възстановен е в 1848 година.
През 1890 г. в църкония двор западно от храма е издигната сграда за българското училище, известно като Старовремска школа.

## Архитектура
Църквата е еднокорабна и едноапсидна. Изградена е от дялани камъни и хоросан. Размерите ѝ са 10,5 m дължина, 5,90 m ширина и 6,80 m височина.

## Интериор
Интериорът на храма е изписан от възрожденски майстори. Иконостасът е от времето на обновлението на храма в 1848 година, резбован е и има ценни икони, някои от които са от XVI век. Патронната икона на Свети Никола е дело на видния крушевски зограф Николай Михайлов. Иконата „Света Богородица Умиление“ е от XV век.
Ценни са царските двери. Отличават се с ажурна техника, с пробиване на дървото и използване на многообразни флорални и геометрични елементи, както и фигури на животни. Сходни са с дверите в църквите „Свети Георги“ в Петралица, „Въведение Богородично“ в Карпино, „Света Богородица“ в Ранковце и дверите от „Свети Никола“ в „Успение Богородично“ в Кюстендил. Дверите са прерисувани в XIX век от самоковски майстор, вероятно Захари Зограф. На хетерогенния иконостас има няколко неподписани икони, които могат да се припишат на големия български майстор. В храма има и икони, приписвани на Кръсте Зограф.
- Резбован медальон с Бог Саваот, детайл от царските двери
- Благовещение, детайл от царските двери